# Evgheni Primakov
Evgheni Primakov (n. 29 octombrie 1929 - d. 26 iunie 2015) a fost un general KGB și om politic rus, care a îndeplinit funcția de prim-ministru al Federației Ruse (11 septembrie 1998 - 12 mai 1999).